# Chata Ostrý

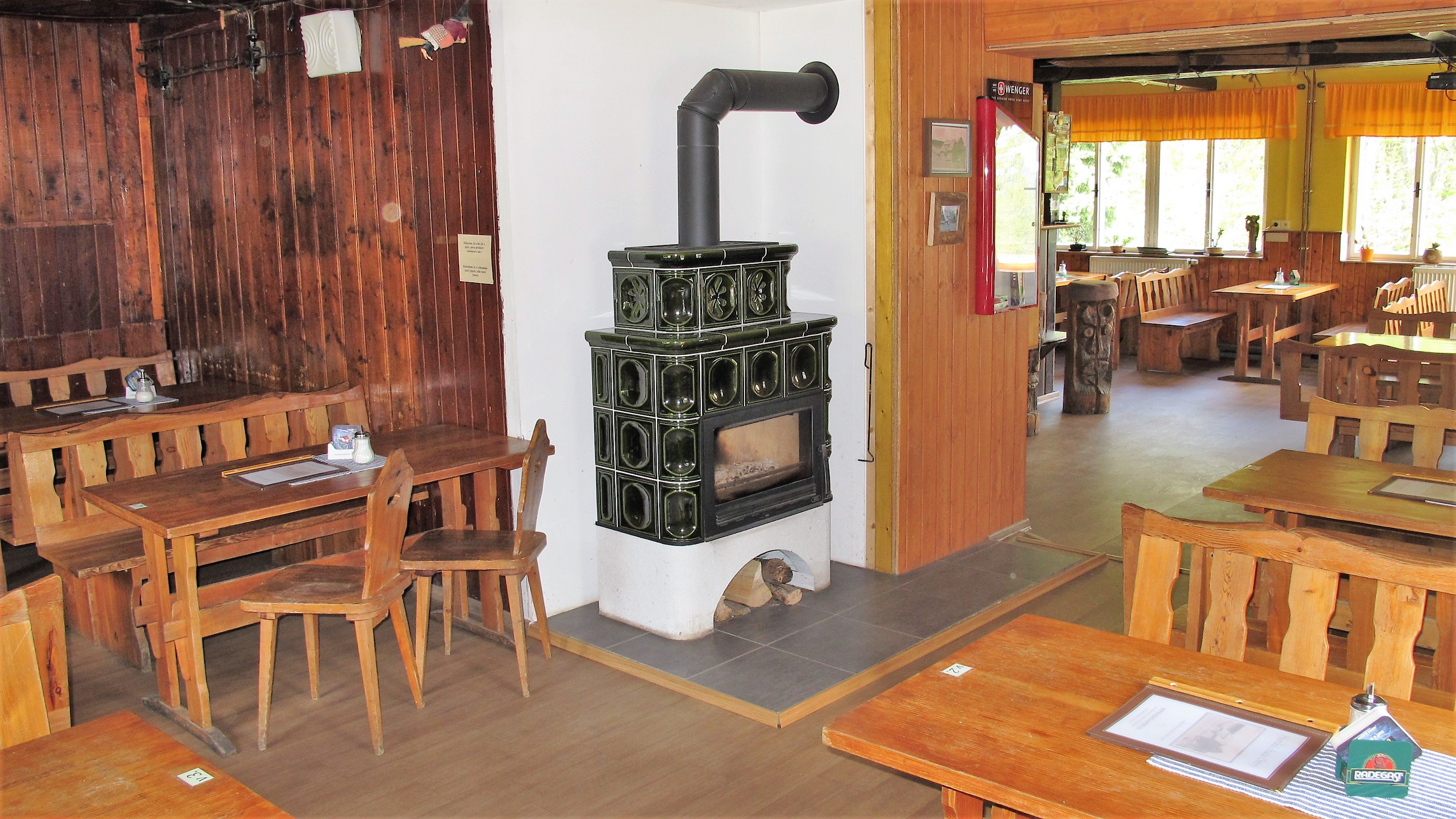
Jadalnia schroniska

Horská chata Ostrý – górskie schronisko turystyczne w Beskidzie Morawsko-Śląskim, położone pod szczytem Ostrego na wysokości 954 m n.p.m. Właścicielem obiektu jest Klub Czeskich Turystów.

## Historia
Historia budynku sięga przełomu lat 20. i 30. XX wieku. Wtedy to plany budowy schroniska w okolicy Ostrego zgłaszały zarówno niemiecka organizacja Beskidenverein (BV), jak i Klub Czechosłowackich Turystów (KČST). Ostatecznie projekt BV nie uzyskał zgody miejscowych władz administracyjnych. Odpowiednie zezwolenia zdobył natomiast Oddział KČST w Trzyńcu, który w 1931 roku zakupił działkę o powierzchni 30 tys. m² położoną na południowo-zachodnich zboczach Ostrego. Na parceli znajdowała się stara chata, którą tymczasowo zaadaptowano do potrzeb ruchu turystycznego. Budowa nowego obiektu trwała od 1933 roku do pierwszej połowy roku 1935. Uroczystego otwarcia w obecności kilkuset zgromadzonych turystów przewodniczący Oddziału Theo Hepner dokonał 29 września, choć powiązane ze świętem św. Wacława obchody rozpoczęto już poprzedniego dnia.
Było to ostatnie przedwojenne schronisko KČST w Beskidach i jednocześnie najmniejszy obiekt w tym paśmie. Składał się z sali jadalnej z kuchnią, dwóch werand, pokoi dziennych w przyziemiu i na poddaszu oraz mieszkania gospodarza. Nie był zelektryfikowany. Jednocześnie na polanie, powyżej głównego obiektu wybudowano w tym samym okresie istniejącą nadal małą chatkę turystyczną, znaną jako Turistická chata mladých (Turystyczna Chata Młodych), bądź Hepnerka, od nazwiska przewodniczącego Oddziału. Pierwszym gospodarzem był w latach 1935–1939 Jan Świerczek z Oldrzychowic.
W 1938 roku, po zajęciu Zaolzia przez Polskę schronisko przejęło trzynieckie koło Oddziału w Cieszynie Polskiego Towarzystwa Tatrzańskiego wspólnie z Klubem Narciarskim „Zaolzie” (ZNKS) z Trzyńca. W tym czasie miało ono dysponować w tym czasie 25 miejscami noclegowymi.
W czasie II wojny światowej zarządzane było przez cieszyński oddział BV jako Schutzhaus auf dem Ostry. Wobec zbliżającego się frontu budynek został zajęty przez niemieckie wojsko, co przyczyniło się do jego dewastacji, jako że w obiekcie trzymano również i konie. W budynku pozostawiono gołe ściany i okna z powybijanymi szybami.
Po wojnie wyremontował go ówczesny najemca Adolf Szmek. Po rozwiązaniu KČST w 1948 obiekt został przekazany państwowym przedsiębiorstwom Beskydské hotely a restaurace, a następnie Restaurace a jídelny. W 1963 schronisko przeszło gruntowny remont i rozbudowę. Powiększono wówczas werandę, jadalnię, zainstalowano spalinowy agregat prądotwórczy. Dodatkowo na polanie w pobliżu obiektu wybudowano dziesięć domków letniskowych oferujących łącznie 30 noclegów (w samym budynku schroniska udzielano 8 noclegów). Domki nie były remontowane i do 1990 roku uległy całkowitemu zniszczeniu.  
Po aksamitnej rewolucji budynek schroniska powrócił do swojego przedwojennego właściciela czyli trzynieckiego oddziału Klub Czeskich Turystów (KČT). Z uwagi na zły stan techniczny budynek wymagał pilnego remontu. Przeprowadzono go w latach 1996–1997 siłami społecznej pracy członków Oddziału z przewodniczącą Věrą Byczanską na czele. W 2007 roku, kiedy schronisko wymagało dalszych nakładów finansowych przekraczających możliwości Oddziału, obiekt planowano sprzedać. Ostatecznie w grudniu 2009 roku własność Chaty Ostrý przeniesiono na praską centralę KČT.

## Warunki pobytu
- 17 miejsc noclegowych w pokojach 3-, 4- i 6-osobowych
- jadalnia z bufetem[1][9]

## Szlaki turystyczne
Schronisko jest węzłem pieszych, rowerowych i narciarskich szlaków turystycznych:
- z Oldrzychowic na Kałużny,
- z Gródka przez dolinę Tyrki na Jaworowy (Mały Jaworowy),
- z Wędryni.